# Riserva speciale di Manombo
La Riserva speciale di Manombo è un'area naturale protetta ubicata nel Madagascar sud-orientale (provincia di Fianarantsoa).

## Territorio
La riserva tutela un'area di 5.320 ha situata nei pressi dell'omonimo villaggio, 27 km a sud di Farafangana (regione di Atsimo-Atsinanana). È attraversata dalla Route nationale 12  che collega Farafangana e Vangaindrano.

L'area è in massima parte ricoperta da foresta pluviale di bassa quota (0–137 m s.l.m.) e in parte da paludi, oggi per lo più convertite in risaie; termina, a ridosso del mare, in una spiaggia lunga 5 km con grandi dune.

Le principali etnie che vivono nei pressi dell'area sono i Betsileo, i Vakinankaratra, gli Antemoro, gli Antaisaka, gli Antaifasy e gli Zafisoro.

## Flora
La riserva ospita numerose specie endemiche (Sarcolaenaceae spp., Asteropeiaceae spp., Physenaceae spp e Sphaerosepalaceae spp.) tra le quali merita una menzione il fatsinakoho (Humbertia madagascariensis). Sono state censite oltre 50 specie di palme. Molto ricco anche il contingente delle orchidee.

## Fauna

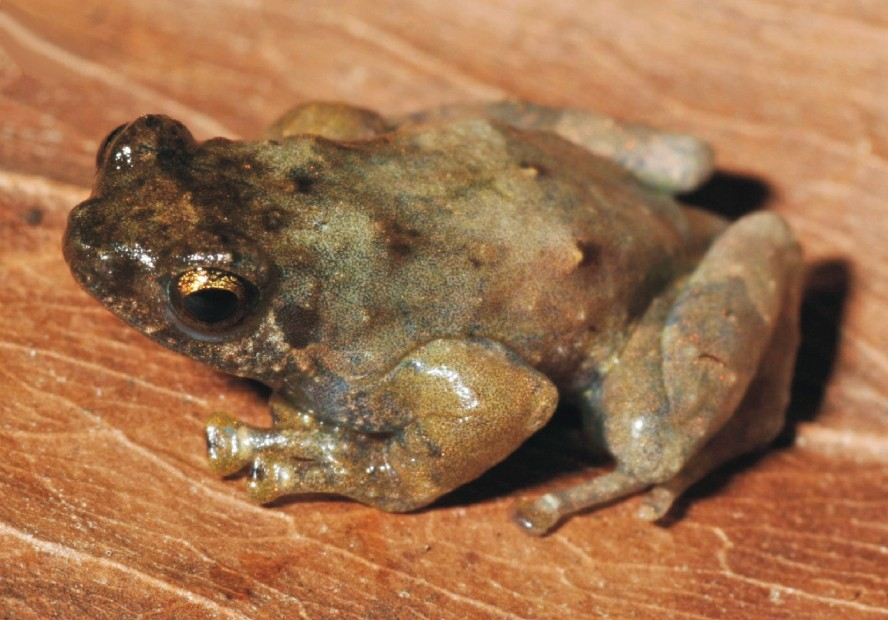
Anodonthyla theoi, rana endemica della riserva

La riserva ospita diverse specie di lemuri tra cui il vari bianconero (Varecia variegata), l'apalemure grigio (Hapalemur griseus), il lemure dalla testa nera (Eulemur cinereiceps), il maki lanoso (Avahi laniger), l'aye-aye (Daubentonia madagascariensis) e il microcebo rosso (Microcebus rufus). Altri mammiferi presenti sono il raro tenrec d'acqua (Limnogale mergulus), il falanouc (Eupleres goudotii), il fossa (Cryptoprocta ferox), il ratto dalla coda corta (Brachyuromys betsileoensis), la mangusta dalla coda ad anelli (Galidia elegans) e il Nesomys audeberti.

Molto ricca anche l'avifauna con 58 specie censite tra cui la sgarza del Madagascar (Ardeola idae) e il curol del Madagascar (Leptosomus discolor).

Tra i rettili merita una menzione l'Acrantophis madagascariensis, mentre tra gli anfibi vanno segnalati Anodonthyla theoi, una specie endemica di quest'area scoperta recentemente, e Mantella bernhardi, presente in poche altre aree del Madagascar sud-orientale, oltre a Manombo.

Merita infine un cenno la malacofauna che con 52 specie di gasteropodi terrestri fa della riserva di Manombo l'area di maggiore biodiversità malacologica del Madagascar.